# Tone (Fluss)
Der Tone (japanisch 利根川, Tone-gawa) ist mit 322 km Länge nach dem Shinano der zweitlängste Fluss in Japan und mit 16.840 km² jener mit dem größten Einzugsgebiet.

## Verlauf des Flusses
Die Quelle des Tone ist der Berg Ōminakami an der Grenze der Präfekturen Gunma und Niigata. Er durchfließt in den Präfekturen Gunma, Saitama, Ibaraki und Chiba folgende Orte:
| Präfektur Gunma | Präfektur Saitama | Präfektur Ibaraki | Präfektur Chiba |
| --------------- | ----------------- | ----------------- | --------------- |
| Numata          | Honjō             | Koga              | Noda            |
| Shibukawa       | Fukaya            | Toride            | Abiko           |
| Maebashi        | Kumagaya          | Moriya            | Narita          |
| Takasaki        | Gyōda             | Itako             | Katori          |
| Isesaki         | Hanyū             | Kamisu            | Choshi          |
| Ōta             | Kazo              |                   |                 |
|                 | Satte             |                   |                 |

## Geschichte
Der Tone war einst bekannt dafür, dass er zu Zeiten der Flut seinen Lauf änderte. Es ist heute schwierig, seinen früheren Verlauf festzustellen. Bis zur Edo-Zeit mündete er in die Bucht von Tokyo. Dann aber wurde sein Lauf verändert, um die Stadt Edo vor Hochwasser zu schützen und sein Wasser für Bewässerung zu nutzen. Zum Hochwasserschutz wurden immer wieder neue Dämme gebaut. Heute mündet der Edo in die Bucht von Tokyo, ein Fluss, der vom Tone abzweigt (Flussbifurkation).
Als Folge der Nuklearkatastrophe von Fukushima wurden im April 2012 radioaktive Konzentrationen von Cäsium in Höhe von 110 Becquerel pro Kilogramm in Silberkarpfen gefunden, die im Tone gefischt worden waren. Der Fluss ist 180 Kilometer von der Fukushima entfernt. Sechs Fischereibetreibern und 10 Städten am Fluss wurde die Fischerei im Tone verboten.